# 奧托·迪特里希
奥托·迪特里希（Jacob Otto Dietrich，1897年8月31日—1952年11月22日）是一位纳粹德国党卫队官员，曾担任新闻总管，也是受阿道夫·希特勒信任的友人。

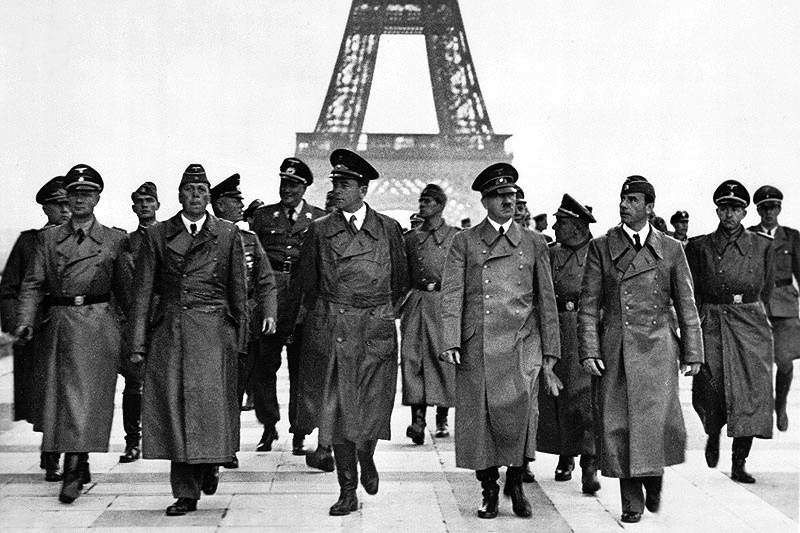
1940年，希特勒与迪特里希到訪巴黎

希特勒在1945年3月30日與迪特里希的一次争执中指控他有失败主义倾向，并让他无限期休假。战后，他被英方逮捕。1949年，他在纽伦堡后续审判上出庭受审，他因加入犯罪组织（党卫队）以及通过广播播送反犹主义政治宣传而被判犯有危害人类罪，因此被判处7年监禁。
1950年8月，迪特里希获释，最终于1952年11月死在杜塞尔多夫。